# Canthigaster punctatissima
Canthigaster punctatissima е вид лъчеперка от семейство Tetraodontidae. Видът не е застрашен от изчезване.

## Разпространение и местообитание
Разпространен е в Гватемала, Еквадор, Колумбия, Коста Рика, Мексико, Никарагуа, Панама, Салвадор и Хондурас.
Среща се на дълбочина от 0,2 до 21 m, при температура на водата от 24,2 до 27,5 °C и соленост 33 – 35 ‰.

## Описание
На дължина достигат до 9 cm.